# Федоровская (Вытегорский район)
Федоровская — деревня в Вытегорском районе Вологодской области.
Входит в состав Анхимовского сельского поселения, с точки зрения административно-территориального деления — в Анхимовский сельсовет.
Расположена на берегу озера Сапозеро. Расстояние по автодороге до районного центра Вытегры — 65 км, до центра муниципального образования посёлка Белоусово — 55 км. Ближайшие населённые пункты — Бараново, Замошье, Ундозерский Погост.
По данным переписи в 2002 году постоянного населения не было.